# 普勒丘峰
46°14′20.5″N 7°41′26.8″E / 46.239028°N 7.690778°E
普勒丘峰（Pletschuhorn），是瑞士的山峰，位於該國南部，由瓦萊州負責管轄，屬於本寧阿爾卑斯山脈的一部分，海拔高度2,751米，每年平均降雨量1,585毫米。